# Hakan Çıtak
Hakan Çıtak (* 2. März 1999 in Istanbul) ist ein türkischer Fußballspieler.

## Karriere
Çıtak begann mit dem Vereinsfußball in der Nachwuchsabteilung von Kayseri Erkiletspor. Anschließend spielte er vier Jahre lang für die Nachwuchsmannschaften von Kayseri Şekerspor und wurde 2017 in den Nachwuchs von Kayserispor geholt.
Hier erhielt er im Oktober 2018 einen Profivertrag; er nahm parallel zu seinen Verpflichtungen in den Nachwuchs- und Reservemannschaften am Training der Profis teil und saß in einigen Pflichtspielen auf der Ersatzbank. Sein Profidebüt gab am 31. Oktober 2018 in der Pokalpartie gegen Pazarspor.